# Stephen Williams (cyclisme)
Pour les articles homonymes, voir Stephen Williams et Williams.
Stephen "Stevie" Williams (né le 9 juin 1996 à Aberystwyth au pays de Galles) est un coureur cycliste britannique.

## Biographie

### Carrière chez les amateurs
Ancien footballeur, Stephen Williams décide de passer au cyclisme à l'âge de 16 ans, après avoir subi une blessure au genou liée à la maladie d'Osgood-Schlatter. Chez les juniors (moins de 19 ans), il est sélectionné en équipe nationale en 2014 pour les championnats du monde de Ponferrada en Espagne. Il termine 110e et dernier coureur classé, à près de 24 minutes du vainqueur Jonas Bokeloh.
En 2016, il se classe troisième de la New Zealand Cycle Classic, sous les couleurs de l'équipe continentale britannique JLT Condor. Il signe ensuite chez SEG Racing Academy en 2017, qui forme des jeunes coureurs de moins de 23 ans. Bon grimpeur, il termine deuxième de la Flèche ardennaise puis onzième de la Ronde de l'Isard.
En 2018, pour sa dernière année chez les espoirs, il remporte deux étapes et le classement général de la Ronde de l'Isard dans les Pyrénées françaises en mai, avant de remporter une étape du Tour d'Italie espoirs en juin. En août, il devient stagiaire au sein de l'équipe World Tour Bahrain-Merida et signe un contrat professionnel à partir de 2019.

### 2019-2023: chez Bahrain-Merida
Il doit retarder son début de saison en raison d'une blessure au genou, qui ne lui permet pas de se préparer de manière optimale pour l'année 2019. Il fait ses débuts en avril lors du Tour du Pays basque, mais abandonne lors de la cinquième étape. Il participe ensuite au  Tour de Romandie, mais ne prend pas le départ de la troisième étape, en raison d'une inflammation au tendon. En 2019, il ne compte que huit jours de course à son actif.
Entre ses blessures et la pandémie de Covid-19, il ne retrouve la compétition que le 6 août 2020 lors du Czech Cycling Tour. En octobre, il participe au Tour d'Espagne, son premier grand tour, mais est non-partant lors de la 11e étape. Fin 2020, il subit une intervention chirurgicale pour retirer la fabella, un petit os de son genou gauche. 
Le 2 octobre 2021, après une saison discrète, il gagne en solitaire la cinquième étape du Tour de Croatie et prend la tête du classement général. Le lendemain, il se classe deuxième de la dernière étape et remporte le classement général de la course. Il s'agit de ses premiers succès en tant que professionnel. Son début de saison 2022 se révèle également difficile. En juin, il crée la surprise en gagnant la première étape du Tour de Suisse, à l'issue d'un sprint entre 15 coureurs. Il s'agit de son premier succès sur le circuit World Tour.

### 2023: signature avec Israël-Premier Tech
Alors que Stephen Williams devait rejoindre l'équipe B&B Hotels-KTM, la disparition de l'équipe le rejette de nouveau vers le marché des transferts. Le coureur britannique s'engage finalement avec l'équipe Israël-Premier Tech pour la saison 2023.
Le coureur britannique coure d'abord la Vuelta San Juan, qu'il n'achève pas, tout comme la classique de l'Ardèche et de la Drôme ainsi que Paris-Nice. Il achève sa première course avec le Tour de Catalogne, qu'il termine 100e. Il réalise son premier top 10 au général sur une course World Tour en finissant 8e d'Eschborn-Francfort en mai 2023. Il participe ensuite à son deuxième grand tour, le Tour d'Italie où son meilleur résultat est une 12e place sur la dernière étape.
Son prochain résultat notable est une 3e place accrochée sur son championnat national, derrière Fred Wright, vainqueur, et James Knox. Montant en puissance, il n'est devancé que par Andrea Bagnoli sur la 5e étape du Tour de Wallonie, puis remporte la 3e étape de l'Arctic Race of Norway, et s'empare par la même occasion du maillot de leader. Il le conserve à l'issue de la 4e étape, remportée par Clément Champoussin, et s'adjuge sa première course par étapes Pro Series.
Il entame l'année 2024 par une victoire lors de la 6e étape du Tour Down Under et remporte le classement général de la course australienne, sa première victoire finale dans une course de l'UCI World Tour. En avril, il s'impose sur la Flèche wallonne en attaquant dans le Mur de Huy, décrochant ainsi sa première classique.
Lors de la première journée de repos du Tour de France 2024 auquel il participe, il prolonge jusqu'en 2028 avec l'équipe Israel-Premier Tech.

## Palmarès

### Par années
| - 2014 - 3e du Junior Tour of Mendips - 2016 - 1re étape des Suir Valley Three Day - 3e de la New Zealand Cycle Classic - 2017 - 2e de la Flèche ardennaise - 2018 - Ronde de l'Isard : - Classement général - 1re et 2e étapes - 7e étape du Tour d'Italie espoirs - 2021 - Tour de Croatie : - Classement général - 5e étape | - 2022 - 1re étape du Tour de Suisse - 2023 - Arctic Race of Norway : - Classement général - 3e étape - 3e du championnat de Grande-Bretagne de cyclisme sur route - 8e d'Eschborn-Francfort - 2024 - Tour Down Under : - Classement général - 6e étape - Flèche wallonne - Tour de Grande-Bretagne : - Classement général - 2e et 3e étapes |  |

### Résultats sur les grands tours

#### Tour de France
1 participation
- 2024 : 73e

#### Tour d'Italie
1 participation
- 2023 : 93e

#### Tour d'Espagne
1 participation
- 2020 : non-partant (11e étape)

## Classements mondiaux
| Année                                 | 2016  | 2017  | 2018  | 2019 | 2020 | 2021 | 2022 | 2023 | 2024 |
| ------------------------------------- | ----- | ----- | ----- | ---- | ---- | ---- | ---- | ---- | ---- |
| Classement mondial                    | 1388e | 1308e | 1034e | nc   | nc   | 333e | 547e | 217e | 46e  |
| UCI Europe Tour                       | 1698e | 858e  | 642e  | nc   | nc   | 281e | 427e | nc   | 36e  |
| UCI Oceania Tour                      | 47e   | nc    | nc    |      |      |      |      |      |      |
|                                       |       |       |       |      |      |      |      |      |      |
| Légende : nc = non classéSource : UCI |       |       |       |      |      |      |      |      |      |